# Ysper
Ysper er en biflod til Donau i Østrig i delstaten Niederösterreich. Floden flyder gennem regionen Waldviertel i den nordvestlige del af delstaten. Floden dannes i Nöchling, hvor Kleine og Große Ysper flyder sammen. Få kilometer herefter udmunder den i Donau. Vandgennemstrømningen er i gennemsnit 2,4 m³/sek målt kort før flodens udmunding i Donau ved Weins i kommunen Hofamt Priel.
Große Ysper (der regnes som Yspers hovedflod) udspringer tæt på Weinsberg i Weinsberger Wald. Den flyder i sydlig retning, hvor den gennemstrømmer Ysperklamm og passerer byerne Yspertal og St. Oswald im Yspertal. Kleine Ysper udspringer nord for Dorfstetten. Den flyder i sydlig retning og markerer mellem Walshausen og St. Oswald grænsen mellem Niederösterreich og Oberösterreich.
48°11′45″N 15°00′10″Ø / 48.1958°N 15.0028°Ø